# Augure

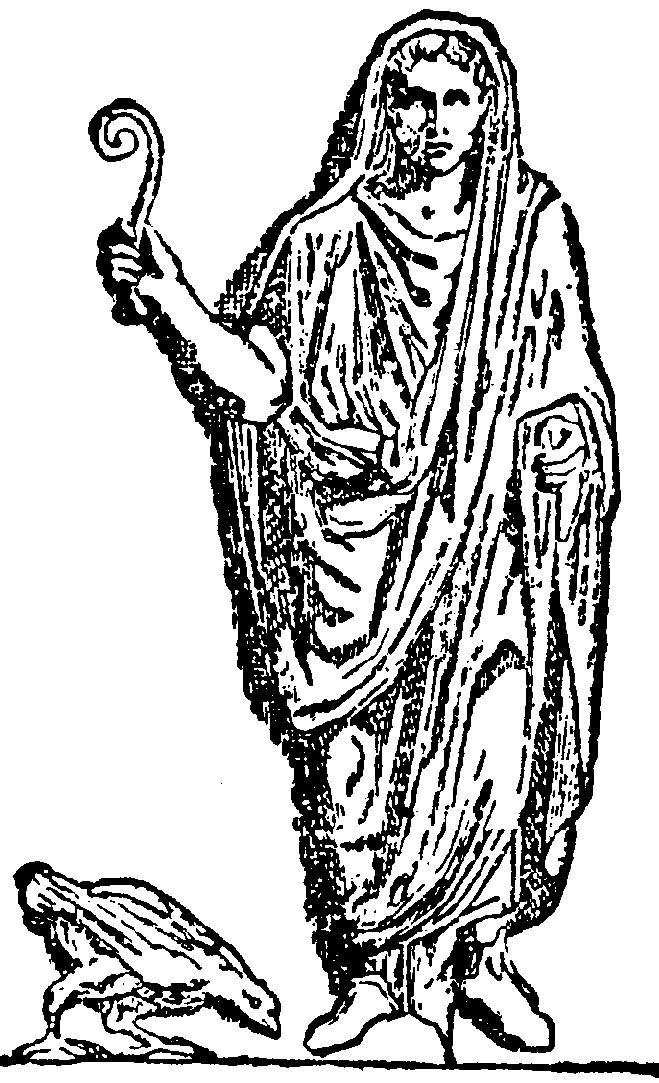
Augure che impugna il lituo mentre trae un auspicium ex tripudiis
osservando il beccare dei polli.

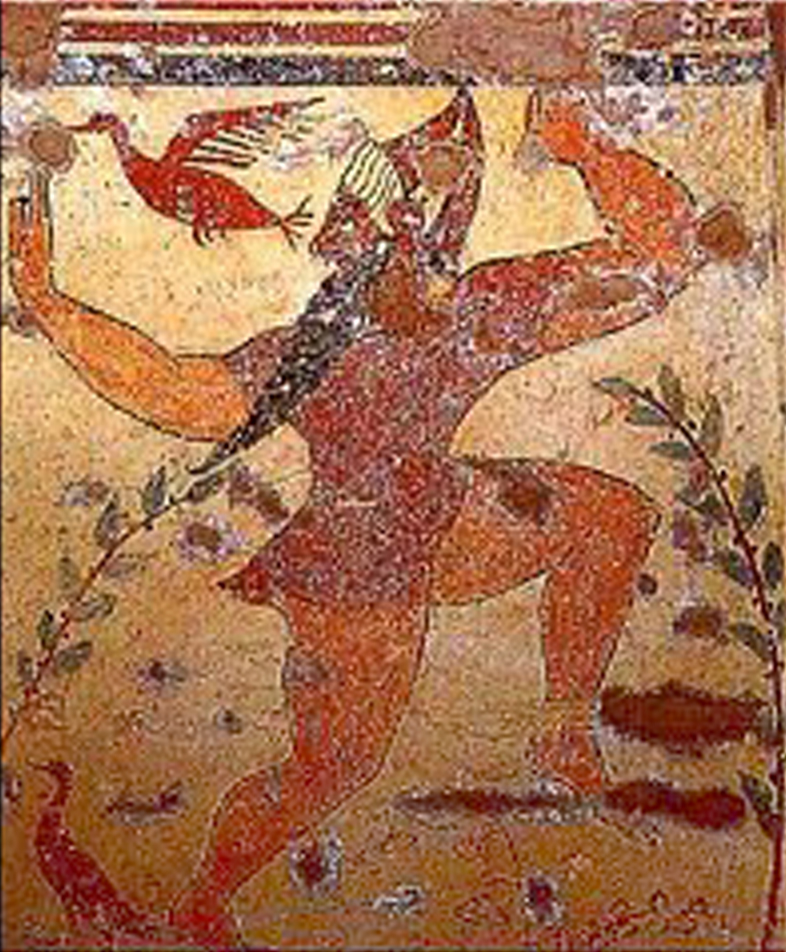
Il Phersu, Tomba degli Auguri, Necropoli dei Monterozzi, Tarquinia.

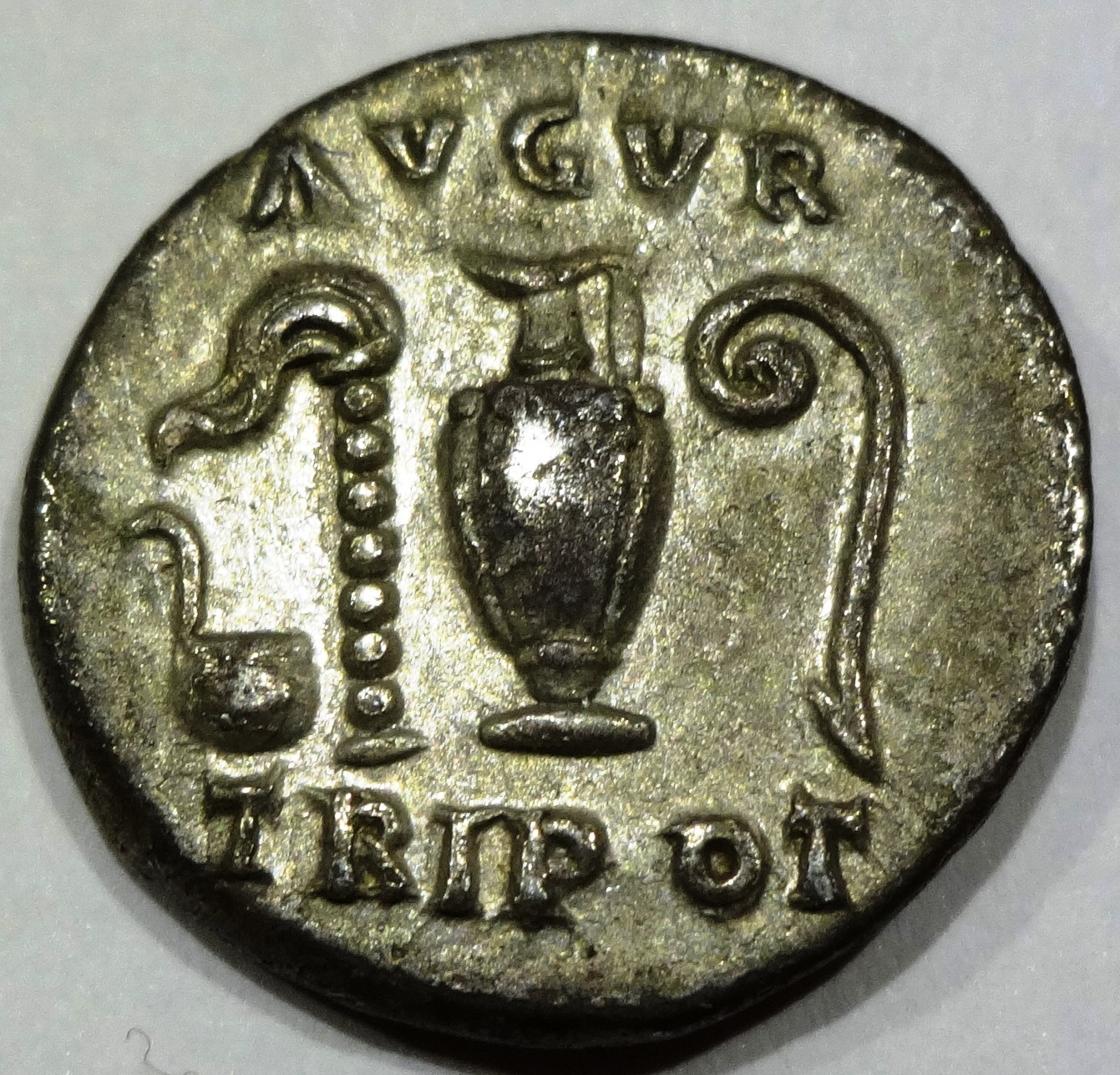
Rovescio di denario di Vespasiano del 71-73 d.C. con titolo AVGVR. Sono raffigurati strumenti sacerdotali, tra i quali il lituo.

L'àugure (dal latino augur, all'accusativo augurem) era un sacerdote dell'antica Roma che aveva il compito di interpretare la volontà degli dèi osservando il volo degli uccelli, a partire dalla loro tipologia, dalla direzione del loro volo, dal fatto che volassero da soli o in gruppo e dal tipo di versi che emettevano.
Questa figura era già nota alla cultura etrusca, come dimostra la Tomba degli Àuguri a Tarquinia, e a quella greca.
L'àugure aveva un bastone ricurvo a forma di punto interrogativo: il lituo. La loro carica era a vita ed erano molto venerati, al punto che per chi li offendeva era prevista la pena di morte.

## Storia
Secondo una leggenda questo ordine sacerdotale sarebbe stato creato da Romolo, che avrebbe scelto i primi tre sacerdoti, nominandone uno per ogni tribù di Roma.
Secondo il mito della fondazione di Roma agli auguri fu affidato il compito di interpretare i segni derivanti dall'osservazione degli uccelli da parte di Romolo, che li osservava dal Palatino, e di Remo, che li osservava dall'Aventino.
Il collegio degli Auguri, assieme ai restanti collegi sacerdotali, finì con l'essere abolito dall'imperatore Teodosio I alla fine del IV secolo.

## Composizione
Nel periodo arcaico c'erano due tipi di auguri: gli auguria privata, sulla cui base si prendevano alcune decisioni all'interno della famiglia, e gli auguria publica per l'ambito pubblico. Di quest'ultimo tipo esistevano più auguri, che costituivano un collegium.
Tito Livio racconta come fosse noto a tutti che fossero nominati auguri appartenenti alle tre antiche tribù dei Ramnes, Titienses, Luceres, in modo che ognuna ne avesse lo stesso numero delle altre, e che comunque questi fossero in numero dispari.
Dalla nascita della Repubblica (509 a.C.) e fino alla fine del IV secolo a.C. solo i patrizi poterono far parte di questo collegio, mentre dal 300 a.C., dopo un'aspra lotta politica che vide contrapposti i plebei, guidati da Publio Decio Mure, ai patrizi, guidati da Appio Claudio Cieco, vi ebbero accesso anche i plebei.

## Funzioni
L'arte degli auguri era chiamata augùrio o auspìcio. Il compito degli auguri era quello di trarre auspicia dall'osservazione del volo, del comportamento e del verso degli uccelli per capire se gli dèi approvavano o no l'agire umano sia nell'ambito pubblico che in quello privato, sia in pace che in guerra (auspicia deriva da aves specere, cioè "osservare gli uccelli"). L'augure non doveva predire quale fosse la cosa migliore da fare, ma solo se un qualcosa su cui si era già deciso incontrasse o meno l'approvazione divina.
Lo stesso Livio però, raccontando della devotio del giovane cavaliere Marco Curzio, riporta che furono proprio gli Auguri ad indicare il modo per colmare l'immensa voragine che si era aperta al Foro romano, agendo almeno in quell'occasione come interpreti delle cose divine.
Agli auguri era affidato anche il compito di celebrare l'Inauguratio, la cerimonia con la quale si invocava la protezione degli dei sul nuovo re.
Un episodio curioso viene raccontato dallo storico romano Floro secondo il quale il re Tarquinio Prisco:
(Floro, Epitoma de Tito Livio bellorum omnium annorum DCC, I, 5.3-5.)
I segni (signa) inviati dagli dei erano di varia natura e la scienza augurale, dapprima avente per oggetto l'osservazione degli uccelli, poi si dedicò anche all'interpretazione di altri signa. Essi erano:
- signa ex caelo o caelestia auguria: segni mandati dal cielo, come le saette    (fulmina), i lampi (fulgura), i tuoni (tonitrua);
- signa ex quadrupedibus o pedestria auspicia: auspici ricavati dal movimento di quadrupedi e rettili;
- signa ex tripudiis o auguria pullaria: in guerra, dato che erano necessari segni di rapida consultazione, ci si serviva dei polli sacri. Se mangiavano, l'auspicio era favorevole, se poi mangiavano molto avidamente facendo ricadere saltellando a terra particelle di cibo (tripudium solistimum, tripudio perfetto), allora l'augurio era molto favorevole. Pullarius era detto l'àugure che osservava i polli per trarne gli auspici.[11]

C'era poi un quinto tipo di presagi, quello che si traeva ex diris, cioè da avvenimenti crudeli o funesti.

## Caratteri
Tito Livio riferisce che era ben noto a tutti che a Roma nessuna decisione in guerra e in pace veniva presa senza avere prima consultato gli àuguri.
L'importanza di questa carica religiosa si dimostra anche con la circostanza che agli Auguri fu concesso di indossare la trabea, la toga (o mantello) con più strisce di porpora, che precedentemente poteva essere indossata solo dai re.
Gli atti degli Auguri (gli auspici), come anche quelli dei Pontefici e dei Feziali, assumevano caratteri di tipo religioso e giudiziario, come anche osservato da Cicerone:
(Cicerone. De Legibus, II-12-31)
Il potere di annullare una decisione già presa, o anche solo di rimandare il giorno in cui prenderla, il potere di interrompere una assemblea, come l'auspicio nefasto rispetto l'assunzione di una magistratura che poteva comportare che l'eletto dovesse rinunciare alla carica pubblica, fa assumere agli auspici tratti dagli Auguri caratteristiche di tipo giudiziario.

## Auspicia
Gli auspicia (auspicium al singolare) erano divinazioni tratte dall'osservazione di fenomeni considerati divini. Nati come divinazioni tratte dall'augure dall'osservazione del volo degli uccelli, nel tempo sono state tratte da altri tipi di osservazioni. Oggi esistono ancora leggende al riguardo, come il caso dei "giorni della merla": anche i "corvi della Torre di Londra", sono un retaggio delle tradizioni passate.

## Auguri nella storia e nella letteratura
- Ascanio, figlio di Enea, trasse auspici favorevoli, nella forma di un lampo che scorreva da sinistra a destra, prima di scendere in battaglia contro Mezenzio, secondo quanto riferito da Dionigi d'Alicarnasso [16]
- Nell' Eneide sono presenti due figure di auguri italici, che non sono però in grado di prevedere la propria fine violenta. Il primo, Ramnete, un re-augure alleato di Turno, viene colpito nel sonno dalla spada di Niso, insieme a tre suoi servi. La tribù dei Ramnes trarrebbe nome da lui. [17] L'altro, Tolumnio, muore in battaglia dopo aver violato una tregua.
- La versione più accreditata della Fondazione di Roma si basa sugli auspici tratti da Romolo e Remo dal volo degli uccelli per decidere chi tra loro sarebbe stato il primo re di Roma.[18][19][20] . Romolo accettò la nomina solo dopo aver preso gli auspici favorevoli del volere degli dei, che si manifestò con un lampo che balenò da sinistra verso destra.[21]
- Marco Valerio Corvo ebbe un segno da un corvo che si appollaiò sulla galea contro il nemico, un gallo di proporzioni gigantesche: quando egli  iniziò il combattimento, il corvo si levò sulle sue ali e si gettò con il rostro e gli artigli contro gli occhi del nemico, che fu poi ucciso dal romano.[22]